# هانکو ۲۲۹۹
سیارک ۲۲۹۹ (به انگلیسی: 2299 Hanko، نامگذاری:1941SZ) دو هزار و دویست و نود و نهمین سیارک کشف شده‌است که در ۲۵ سپتامبر ۱۹۴۱ کشف شد.
قدر مطلق سیارک برابر ۱۳٫۳۰ است.